# Мосолов, Александр Васильевич
Алекса́ндр Васи́льевич Мосоло́в (29 июля [11 августа] 1900, Киев — 12 июля 1973, Москва) — советский композитор и пианист.
В 1920-х годах представлял одно из авангардных направлений советской музыки, в его творчестве нашла яркое выражение урбанистически-конструктивистская образность. В композиции использовал серийную технику, полиритмию и ритмические остинато, в инструментовке — звуки и шумы, предвосхищавшие опыты конкретной музыки. В этой стилистике написано наиболее известное его сочинение «Завод. Музыка машин» (для оркестра, с партией «железного листа», 1928). Репрессирован в 1937 г. После освобождения отошёл от позиций авангардизма, писал музыку в идеологически выдержанном стиле, упрощённым и «понятным советскому народу» языком.

## Очерк биографии и творчества
Родился в Киеве в семье адвоката. С 1903 года жил в Москве. После смерти отца мать Мосолова — Нина Александровна Кольцова (1882—1953) — певица, выступавшая в Большом театре в 1903—1905 годах под псевдонимом Миллер, вышла замуж за художника Михаила Варфоломеевича Леблана (1875—1940) и семья поселилась на Большой Бронной улице, 3.
Окончил Московскую консерваторию (1925) по классам композиции у Р. М. Глиэра и Н. Я. Мясковского, а также по классу фортепиано у К. Н. Игумнова. Вступил в Ассоциацию современной музыки (АСМ).
Эксперименты Мосолова в области музыкального конструктивизма пришлись на 1920-е гг. Некоторые авангардные сочинения, особенно симфонический эпизод «Завод. Музыка машин» (1928, из неосуществленного балета «Сталь») и небольшой вокальный цикл «Четыре газетных объявления (из „Известий“ ВЦИКа)» (1926) — вызвали живой интерес как в СССР, так и за рубежом. Они же послужили поводом для жёсткой критики (начиная с 1927) со стороны деятелей Российской ассоциации пролетарских музыкантов (РАПМ). В 1928 году Мосолов, будто уступая идеологическому требованию «опоры на народную музыку», написал трёхчастную сюиту «Туркменские ночи», где использовал темы из опубликованной В. М. Беляевым и В. А. Успенским хрестоматии «Туркменская музыка». Однако, желаемый эффект от использования фольклора нивелировался, поскольку народные темы были помещены композитором в оправу новейшей, сложной для непосредственного восприятия, техники композиции (гармония, ритм, фактура и т.д). Сюита «Туркменские ночи» с большим успехом была исполнена на международной выставке 1935 года в Брюсселе.
В СССР в 1930-е гг., напротив, музыка Мосолова исполнялась редко, и сам композитор подвергся травле. В 1937 Мосолов был обвинён в антисоветской пропаганде, приговорён к 8 годам заключения и заключён в Волголаг (Рыбинский район Ярославской области). В 1938 по ходатайству Глиэра и Мясковского освобождён, с лишением права проживать в крупных городах. Пережив жизненный и творческий кризис, Мосолов (с 1940-х гг.) радикально изменил свой стиль: усилилась «фольклорная» составляющая его творчества, значительно упростился музыкальный язык. Среди поставангардных сочинений — около 150 произведений для хора а капелла (в их числе — циклы «Дороги фронтовые», «Колхозные поля»), а также для народного хора с оркестром народных инструментов.
Умер в Москве, похоронен на Введенском кладбище (18 уч.).

## Наследие
Значительное количество сочинений Мосолова авангардного периода утрачено. В наследии Мосолова — 4 оперы («Герой», 1928; «Плотина», 1930; «Сигнал», 1941; «Маскарад», 1944, по драме Лермонтова), балет «Четыре Москвы» (1929; партитура утеряна), 7 симфоний (5-я симфония посвящена его второй жене Н. К. Мешко), концерты для фортепиано, виолончели, арфы с оркестром, 5 фортепианных сонат (третья утеряна), камерная и вокальная музыка.
С 1980-х гг. музыка Мосолова («авангардного» периода) всё чаще исполняется в России и за рубежом, наиболее часто — «Завод» (аудиозаписи Г. Н. Рождественского, Е. Ф. Светланова, Р. Шайи, И. Калицке). Фортепианные сонаты Мосолова записывали Даниеле Ломбарди (Lombardi), Штефен Шляйермахер (Schleiermacher), Джефри Дуглас Мадж (Madge), Х. Хенк и др. Сочинения поставангардного периода практически не исполняются.
Группой Metallica  совместно с оркестром San Francisco Symphony  6—8 сентября 2019 в рамках концерта был записан и в 2020 издан на альбоме S&M2   Завод: музыка машин Op. 19

## Цитаты
В статье Антона Углова «Симфонические новинки» в газете Известия 12 февраля 1928 года написано: «Мосолов, очень свежо и остроумно писавший прежде в камерном масштабе, показал себя интересным мастером и в симфоническом плане. В сюите из балета „Сталь“ он не делает экстравагантных вызовов, не дерзит как в квартете или в вокальных пьесах. Колорит письма густой, насыщенный, а изобразительность иногда необычайно выпукла. В этом смысле совершенно из ряда вон выходящей надо признать первую картину „Завод“, где Мосолов нашёл великолепные „производственные“ эффекты, избежав грубого звукоподражания. Этот отрывок кричит о том, насколько могут быть „благодарны“ индустриальные темы, если только за них возьмется смелый передовой музыкант. Но сюита ещё не доработана. Наряду с другими интересными эпизодами есть и совсем не впечатляющие».
После исполнения «Завода…» на фестивале Международного общества современной музыки, проходившем 6 сентября 1930 года в Льеже, критик Эдвин Эванс написал: «Это ― музыкальная идея, воплощённая с убедительным мастерством, и <…> она заслуживает того, чтобы стать популярной».

## Сочинения

### Произведения для музыкального театра

#### Оперы и оперетты
- 1928 — «Герой», одноактная опера, либретто А. В. Мосолова, op.28
- 1929—1930 — «Плотина», опера в 5 действиях и 10 картинах (посв. Н. Я. Мясковскому), либретто Я. Л. Задыхина, op.35
- 1930 — «Крещение Руси», оперетта в трех действиях, текст Н. Адуева
- 1939 — «Мой сын», либретто А. В. Мосолова
- 1941 — «Сигнал», одноактная опера, либретто О. Литовского
- 1944 — «Маскарад», одноактная опера в 6 картинах по одноимённой драме М. Ю. Лермонтова

#### Балеты
- 1927 — «Сталь», сюита из балета в 4-х эпизодах, op.19-a (утер.)
- 1927 — «Четыре Москвы», четвёртый акт балета (три других акта балета были заказаны Л. Половинкину, Ан. Александрову и Д. Шостаковичу)

### Симфонии
- Симфония—op.20, 1928 г. (утер.)
- Симфония E-dur в 4-х частях, 1944 г.
- Симфония No.2 C-dur в 4-х частях, 1946 г.
- Симфония-песня B-dur «Симфонические песни из жизни кубанских казаков-колхозников» в 4-х частях, 1949—1950 гг.
- Симфония C-dur в 4-х частях, 1958—1959 гг.
- Симфония No.3 a-moll «Четыре поэмы о целинной земле» — посв. Н. А. Федотову, 1961—1962
- Симфония No.5 e-moll в 4-х частях—посв. Н. К. Мешко, 1965 г.

### Произведения для солирующего инструмента с оркестром
- Концерт No.1 для фортепиано с малым оркестром, op.14, 1926—1927 г.
- Концерт No.2 для фортепиано с оркестром, op.34, 1932 г.
- Концерт No.1 для виолончели с оркестром, 1935 г. (утер.)
- Концерт для арфы с оркестром, 1939 г.
- Концерт No.2 для виолончели с оркестром, 1937—1945 г.
- Концерт для виолончели с оркестром на кабардино-балкарские темы, 1956 г. (утер.)
- Эллегическая поэма для виолончели с оркестром (посв. А. П. Стогородскому), 1960 г.
- Концерт No.3 для фортепиано с оркестром, 1971 г.

### Оркестровые произведения других жанров
- Завод. Музыка машин, симфонический эпизод из балета «Сталь», op.19, 1926—1928 гг.

### Камерные инструментальные произведения
- Три лирические пьесы для альта и фортепиано, op.2, 1920-е гг.
- Элегия для виолончели и фортепиано, op.2, 1920-е гг.
- Соната No.1 c-moll для фортепиано, op.3, 1924 г.
- Соната No.2 h-moll для фортепиано, op.4, 1923—1924 гг.
- Легенда для виолончели и фортепиано, op.5, 1924 г.
- Соната No.3 для фортепиано, op.6 (утер.)
- Баллада-трио для кларнета, виолончели и фортепиано, op.10 (op.17), 1925 г.
- Соната No.4 для фортепиано, op.11, 1925 г.
- Соната No.5 d-moll для фортепиано, op.12, 1925 г.
- Два ноктюрна для фортепиано, op.15, 1926 г.
- Соната для альта соло, op.21-a, 1920-е гг. (утер.)
- Струнный квартет No.1 a-moll, op.24, 1926 г.
- Три пьески и два танца для фортепиано, op.23, 1927 г.
- Туркменские ночи для фортепиано, 1928 г.
- Две пьесы для фортепиано на узбекские темы, op.31, 1929 г.
- Струнный квартет No.2 C-dur (Сюита на темы патриотических солдатских и партизанских песен 1812 года), 1943 г., вторая редакция 1963 г.
- Танцевальная сюита для арфы 1940-е гг.
- Четыре пьесы для гобоя и фортепиано, 1940 гг.
- Четыре пьесы для фагота и фортепиано, 1940-е гг.
- Две пьесы для виолончели и фортепиано, 1947 г.
- Серенада для мандолины и фортепиано, 1950 г.
- Три пьесы на темы песен кубанских казаков-колхозников для виолончели и фортепиано (пам. Н. Я. Мясковского), 1950—1951 гг.
- Этюд для шестиструнной гитары, 1954 г.
- Девять детских пьес для фортепиано, 1956 г.
- Квинтет для двух скрипок, альта, виолончели и фортепиано («Кабардинские сценки»), 1956 г.
- Танец для скрипки и фортепиано, 1950 гг.
- Струнный квартет на кабардинские темы, 1950-е гг.

## Вокальные произведения
- Четыре газетных объявления (из „Известий“ ВЦИКа), для сопрано и фортепиано (1926)
- Три детские сценки (1926)
- Минин и Пожарский, кантата
- Октябрьская кантата
- Дороги фронтовые, вокальный цикл
- Колхозные поля, вокальный цикл